# 交響曲第30番 (ハイドン)
交響曲第30番 ハ長調 Hob. I:30 は、フランツ・ヨーゼフ・ハイドンが1765年に作曲した交響曲。第1楽章に聖週間に歌われるグレゴリオ聖歌のアレルヤの旋律を使っているため、『アレルヤ』（Alleluja）の愛称で親しまれている。

## 概要
第28番から第31番『ホルン信号』までの4曲は、残された自筆原稿から1765年に作曲されたことが判明している。ハイドンの初期の交響曲は3楽章のものと4楽章のものが混在しているが、1765年以降で3楽章の曲はこの曲と交響曲第26番の2曲だけである。両者とも典礼音楽の引用があり、おそらく教会での演奏用に作曲されたために特別な構成を持っているのかもしれない。
『アレルヤ』という愛称はハイドン自身の命名ではなく自筆原稿にも見られないが、同時代の筆写譜にすでに見られる。
アレルヤの主題は第1楽章の裏旋律として現れる。同じ音楽をハイドンは『バリトン三重奏曲第64番 ニ長調』（Hob. XVI:64、1768年から1769年頃）の第1楽章にも転用している。また、ヴォルフガング・アマデウス・モーツァルトの『カノン ハ長調 K. 553』にも使われている（なお、『ジュピター交響曲』の最終楽章の主題がアレルヤに基づくと言われることがあるが、ここでいうアレルヤとは別の曲である。ジュピターの主題と同じものはハイドンの第13番の最終楽章に現れる）。

## 楽器編成
フルート1、オーボエ2、ホルン2、第1ヴァイオリン、第2ヴァイオリン、ヴィオラ、低音（チェロ、ファゴット、コントラバス）。
独奏フルートは第2楽章と、第3楽章の一部にのみ現れる。

## 構成
全3楽章、演奏時間は約12分。
- 第1楽章 アレグロ
ハ長調、4分の4拍子、ソナタ形式。

聖歌の旋律は第2ヴァイオリンに現れ、第1ヴァイオリンがそれを装飾している。第2主題も同じ動機にもとづき、同主短調への陰りが見られる。展開部は冒頭の上昇音型の動機により展開される。再現部は管楽器のみで聖歌の主題が奏され、提示部よりも簡略化されている。

- 第2楽章 アンダンテ
ト長調、4分の2拍子、ソナタ形式。
ホルンは休み。アウフタクトで始まる付点リズムを特徴とした主題を弦楽器が奏し、独奏フルートやオーボエが続く。展開部は独奏フルートがソリスティックに活躍する。

- 第3楽章 テンポ・ディ・メヌエット、ピウ・トスト・アレグレット
ハ長調、4分の3拍子。
通常のメヌエットと異なり、トリオからダ・カーポするのではなく、中間に2つの挿入エピソードを持つ。2つのトリオとコーダを持ったメヌエットとも考えられる。メヌエット主部はホルンの落ち着いた音色が特徴的な穏やかな主題。それに続く部分はトリオの表記やメヌエットの反復の指示はないが、ヘ長調でヴァイオリンと独奏フルートを重ねた流麗な部分と、イ短調で鋭いリズムを持つ部分が続く。メヌエットが再び反復された後のコーダも落ち着いたもの。